# شیسکو مارتینز
شیسکو مارتینز (انگلیسی: Xiscu Martínez؛ زادهٔ ۶ مارس ۱۹۹۵) بازیکن فوتبال اهل اسپانیا است.
از باشگاه‌هایی که در آن بازی کرده‌است می‌توان به باشگاه فوتبال رئال مورسیا اشاره کرد.